# Pirâmide social
Pirâmide social é um modelo de relacionamento social. Pessoas com as quais um indivíduo tenha menor grau de intimidade social são colocadas na base da pirâmide. No topo da pirâmide está o próprio indivíduo. A cada nível descendente, o indivíduo possui um grau de intimidade descendente. Por exemplo, a pessoa com a qual você interage enquanto está na fila do supermercado, está na base da sua pirâmide, mas seu cônjuge estaria posicionado(a) bem perto do topo.
A filosofia das pirâmides sociais sustenta que a energia que uma pessoa investe na base da pirâmide amplifica-se para o topo. Assim, se um indivíduo fornece energia positiva para pessoas na base da própria pirâmide, isto se refletirá em sua vida pessoal. O mesmo pode ser dito quanto à energia negativa.
Tem sido dito que aquilo que alguém traz para sua rede social é o que cria com sua pirâmide social.